# Адміністративний устрій Тростянецького району (Сумська область)
Адміністративний устрій Тростянецького району — адміністративно-територіальний поділ Тростянецького району Сумської області на 1 міську та 1 сільську громади та 11 сільських рад, які об'єднують 48 населених пунктів та підпорядковані Тростянецькій районній раді. Адміністративний центр — місто Тростянець.

## Список громадТростянецького району
- Боромлянська сільська громада
- Тростянецька міська громада

## Список радТростянецького району
| №  | Назва                         | Центр         | Населені пункти                                                                   | Площа км² | Місце за площею | Населення (2001), чол. | Місце за населенням |
| -- | ----------------------------- | ------------- | --------------------------------------------------------------------------------- | --------- | --------------- | ---------------------- | ------------------- |
| 1  | Білківська сільська рада      | c. Білка      | c. Білка c. Вишневе c. Грузьке c. Микитівка c. Новоселівка c. Олексине c. Хвощова |           |                 |                        |                     |
| 2  | Буймерська сільська рада      | c. Буймер     | c. Буймер c. Зубівка c-ще Виноградне c. Скрягівка                                 |           |                 |                        |                     |
| 3  | Дернівська сільська рада      | c. Дернове    | c. Дернове c. Рябівка                                                             |           |                 |                        |                     |
| 4  | Криничненська сільська рада   | c. Криничне   | c. Криничне c-ще Лісне c. Машкове                                                 |           |                 |                        |                     |
| 5  | Люджанська сільська рада      | c. Люджа      | c. Люджа                                                                          |           |                 |                        |                     |
| 6  | Мартинівська сільська рада    | c. Мартинівка | c. Мартинівка c. Артемо-Растівка c. Золотарівка                                   |           |                 |                        |                     |
| 7  | Мащанська сільська рада       | c. Мащанка    | c. Мащанка c. Братське                                                            |           |                 |                        |                     |
| 8  | Ницахська сільська рада       | c. Ницаха     | c. Ницаха c. Новоукраїнка                                                         |           |                 |                        |                     |
| 9  | Печинська сільська рада       | c. Печини     | c. Печини c. Савелове                                                             |           |                 |                        |                     |
| 10 | Семереньківська сільська рада | c. Семереньки | c. Семереньки c. Поляне                                                           |           |                 |                        |                     |
| 11 | Станівська сільська рада      | c. Станова    | c. Станова c. Оводівка c. Тучне                                                   |           |                 |                        |                     |

* Примітки: м. — місто, с-ще — селище, смт — селище міського типу, с. — село